# Juan Carlos Blanco
Juan Carlos Blanco Peñalva (Dolores, 25 maggio 1946) è un ex calciatore uruguaiano, di ruolo difensore.

## Carriera
Inizia la sua carriera nel Club Nacional de Football di Montevideo, in cui milita dal 1967 al 1973 vincendo 4 campionati. Nel 1971 arrivano anche successi internazionali, con la vittoria della Coppa Libertadores, della Coppa Interamericana e della Coppa Intercontinentale contro il Panathīnaïkos di Ferenc Puskás.
Nel 1973 si trasferisce in Spagna al Real Saragozza, che milita in Primera División. Debutta il 16 gennaio 1973 contro l'Atlético Madrid.
Fa parte di una squadra ricordata dai tifosi aragonesi come "Los Zaraguayos", a causa della presenza di molti giocatori provenienti da Uruguay e soprattutto Paraguay, che ottenne il terzo posto  in campionato nel 1974 e il secondo posto nel 1975, oltre a essere finalista in Coppa di Spagna nel 1976.
Nella stagione 1976-1977 il club retrocede in Segunda División, Blanco contribuisce alla rapida promozione del Real Saragozza nella stagione successiva, vincendo il campionato con la squadra allenata da Arsenio Iglesias.
Una volta ottenuta la promozione lascia il club, dopo più di 100 presenze.
Nel 1978 fa ritorno in patria, nuovamente al Nacional. 
Nel 1980 vince il campionato, la Coppa Libertadores e la Coppa Intercontinentale, giocata a Tokyo contro il Nottingham Forest.
Si ritira nel 1982.

### Nazionale
Nel corso della sua carriera colleziona 10 presenze con la Nazionale dell'Uruguay (2 nel 1971, 4 nel 1972 e 4 nel 1981).

## Palmarès

### Competizioni nazionali
- Campionato uruguaiano: 5

Nacional Montevideo: 1969, 1970, 1971, 1972, 1980
- Segunda División spagnola: 1

Real Saragozza: 1977-1978

### Competizioni internazionali
- Coppa Libertadores: 2

Nacional Montevideo: 1971, 1980,
- Coppa Intercontinentale: 2

Nacional Montevideo: 1971, 1980
- Coppa Interamericana: 1

Nacional Montevideo: 1971